# Tongriem
De tongriem (Latijn: frenulum linguae) is het toompje van de tong. Het is de aanhechting tussen de tong en de mondbodem met een dun muceus membraan daartussenin.
Soms is de tongriem te kort, waardoor de tong niet goed kan bewegen. Een te korte tongriem kan de oorzaak zijn dat een spreker moeite heeft met de articulatie van bepaalde spraakklanken waarbij de tongrug (de bovenkant van de tong) tegen het verhemelte moet worden geplaatst, met name liquidae zoals de r en de l. Hier komt ook de uitdrukking "Goed van de tongriem gesneden zijn" vandaan, wat betekent dat iemand welbespraakt is.
Bij baby's kan een te korte tongriem tot gevolg hebben dat borstvoeding moeilijk verloopt.
De tongriem kan in geval van problemen door een arts of kaakchirurg worden doorgesneden (frenulum extirpatie). Ook een tandarts kan dit uitvoeren. Na 2013 is het aantal ingrepen meer dan vertienvoudigd tot ruim 11.000 per jaar, volgens cijfers van Zorginstituut Nederland uit 2024. De ingreep wordt door kinderartsen meestal onnodig en niet zonder risico bevonden.
Aan de zijde van de mondbodem ligt bij de aanhechting van de tongriem de uitgang van een aantal speekselklieren, gelegen in een kleine verdikking van het weefsel.

## In de Nederlandse taal
De uitdrukking 'goed van de tongriem gesneden zijn' betekent welbespraakt zijn, goed kunnen praten.